# 石川祐希
石川 祐希（いしかわ ゆうき、1995年12月11日 - ）は、日本の男子バレーボール選手。

## 来歴
愛知県岡崎市出身。実姉の影響で岡崎市立矢作南小学校4年生よりバレーボールを始めた。岡崎市立矢作中学校卒業。高校は星城高等学校（愛知県豊明市）に進学し、2012年・2013年の二年連続高校三冠の原動力となった。
2014年4月に中央大学法学部政治学科に進学し、全日本代表候補入りを果たした。同年6月、東京オリンピックに向けた強化指定選手である「Team CORE」のメンバーに選出された。同年9月には韓国仁川で行われたアジア大会に出場し、シニア代表デビューを果たした。
2014年8月25日に、イタリアのクラブセリエAのパッラヴォーロ・モデナが2014/15シーズンに石川と契約すると発表した。契約期間は1年間で、3か月間留学した。
また、2016年7月8日の記者会見でイタリアセリエA1のトップ・バレー（ラティーナ）への短期派遣を発表した。期間は2016年12月の全日本大学選手権終了後から約3か月間。
2018年に大学卒業後は、Vリーグのチームに所属せず、プロバレーボール選手として活動している。
2021年4月、全日本代表の主将に就任。
2024年5月14日、シル・サフェーティ・ペルージャとの2年契約が発表された。ペルージャからの公式発表は背番号14にちなみ現地時間の14日14時に行われた。
2024年6月24日、2024年パリオリンピック日本代表選手に選出されたことが発表された。
2025年5月18日、CEVチャンピオンズリーグの決勝戦で優勝。スターティングメンバーとして出場し、ブロック1得点を含む20得点を挙げる活躍を見せ、日本人選手では初の欧州チャンピオンとなった。

## 人物
- 妹の石川真佑もバレーボール選手であり、兄と同じくイタリアのクラブに所属している。

## 球歴
- 全日本ユース代表
- 日本代表 - 2014年 -
  - オリンピック - 2021年、2024年
  - 世界選手権 - 2018年、2022年
  - ネーションズリーグ - 2018年、2019年、2021年、2022年、2023年、2024年、2025年
  - アジア選手権 - 2017年、2019年、2021年、2023年
  - ワールドカップ - 2015年、2019年、2023年
  - ワールドグランドチャンピオンズカップ - 2017年
  - ワールドリーグ - 2015年、2017年

## 所属チーム
- 岡崎市立矢作南小学校
- 岡崎市立矢作中学校
- 星城高等学校（2011年 - 2014年）
- 中央大学（2014年 - 2018年）
  -  パッラヴォーロ・モデナ（2014年12月 - 2015年3月）
  -  トップバレー・ラティーナ（2016年12月 - 2018年4月）
- エマ・ヴィラズ・シエナ（イタリア語版）（2018年 - 2019年）
- パッラヴォーロ・パドヴァ（2019年 - 2020年）
- パワーバレー・ミラノ（2020年 - 2024年）
- シル・サフェーティ・ペルージャ（2024年 - ）

## 受賞歴

### トーナメントの賞
- 2010年 全日本中学校バレーボール選手権大会 - 優秀選手[21]
- 2010年 全国都道府県対抗中学バレーボール大会 - 優秀選手[22]
- 2011年 全国高等学校総合体育大会バレーボール競技大会 (インターハイ) - 優秀選手[23]
- 2012年 全国高等学校総合体育大会バレーボール競技大会 (インターハイ) - ベスト 6 表彰選手, 優秀選手[24]
- 2012年 アジアユース男子バレーボール選手権（英語版）- ベストスコアラー
- 2013年 全日本バレーボール高等学校選手権大会 (春高バレー) - 優秀選手賞, 最優秀選手賞[25]
- 2013年 全国高等学校総合体育大会バレーボール競技大会 (インターハイ) - ベスト 6 表彰選手, 優秀選手[26]
- 2014年 全日本バレーボール高等学校選手権大会 (春高バレー) - 優秀選手賞, 最優秀選手賞[27]
- 2014年 春季関東大学バレーボールリーグ - サーブ賞, 新人賞, 会長特別賞[28]
- 2014年 全日本バレーボール大学男女選手権大会 - サーブ賞, 最優秀選手賞[29]
- 2015年 黒鷲旗全日本男女選抜バレーボール大会 - 若鷲賞 (最優秀新人賞)[30]
- 2015年 春季関東大学バレーボールリーグ - サーブ賞, スパイク賞, 会長特別賞[31]
- 2015年 フベルト・ワグネル記念大会（英語版）- ベストレシーバー
- 2015年 ワールドカップバレーボール - ベストアウトサイドスパイカー
- 2015年 全日本バレーボール大学男女選手権大会 - MIP賞,[32] ベストスコアラー賞[33]
- 2016年 リオデジャネイロオリンピックのバレーボール競技 - ベストアウトサイドスパイカー[34]
- 2016年 秋季関東大学バレーボールリーグ - スパイク賞, サーブ賞, 会長特別賞[35]
- 2016年 全日本バレーボール大学男女選手権大会 - MIP賞,[36] ベストスコアラー賞, サーブ賞[37]
- 2017年 バレーボール男子アジア選手権 - ベストアウトサイドスパイカー賞, MVP
- 2017年 全日本バレーボール大学男女選手権大会 - ベストスコアラー賞, スパイク賞[38]
- 2019年 バレーボール男子アジア選手権 - ベストアウトサイドスパイカー
- 2019年 ワールドカップバレーボール - ベストアウトサイドスパイカー
- 2021年 バレーボール男子アジア選手権 - ベストアウトサイドヒッター
- 2023年 FIVB男子バレーボールネーションズリーグ - ベストアウトサイドヒッター
- 2023年 バレーボール男子アジア選手権 - MVP
- 2024年 FIVB男子バレーボールネーションズリーグ - ベストアウトサイドヒッター
- 2024年 スーペルコッパ・イタリアーナ（イタリア語版） - MVP[39]

### 大学賞
- 2014年 - 第61回 学員体育会賞【優秀選手賞】、【学長賞】[40]
- 2014年 - 第32回 学員会会長賞【スポーツの分野（個人）】[40]
- 2015年 - 第62回 学員体育会賞【優秀選手賞】、【学長賞】[41]
- 2015年 - 第33回 学員会会長賞【スポーツの分野（個人）】[41]
- 2017年 - 第64回 学員体育会賞【特別賞】、【学長賞・特別賞】[42]
- 2017年 - 第35回 学員会会長賞【スポーツの分野（個人）】[42]
- 2021年 - 第39回 学員会会長賞【スポーツの分野（OB、OG）】[43]

### その他
- anan AWARD 2023 アスリート部門[44]
- GQ MEN OF THE YEAR 2024 ベスト・チーム賞[45]

## 主な出演

### MV
- ポルノグラフィティ「キング&クイーン」（2017年）[46]

### テレビ
- TBS『情熱大陸』- （2022年4月24日）[47]
- NHK 『プロフェッショナル仕事の流儀』-(2025年6月30日)

### CM
- インターメスティック「Zoff」（2024年10月4日 - ）[48]